# صاحب السعادة كشكش بيه (فلم)
صاحب السعادة كشكش بيه فيلم كوميدي مصري، صدر عام 1931 في زمن السينما الصامتة ثم أضيف له الصوت وأعيد إصداره في 9 أكتوبر 1933. الفيلم من إخراج الممثل إستيفان روستي (1891 – 1964) في ثالث ظهور له في الإخراج، وأول تجربة له في السينما الناطقة، ومن تمثيل نجيب الريحاني وشرفنطح (محمد كمال المصري) وتدور الأحداث حول الصراع بين كشكش وجاره في مسابقة كبرى لأفضل الخيول.
صدر الفيلم إلى دور العرض المصرية في 27 أبريل 1931.
منح موقع قاعدة بيانات الأفلام العربية «السينما.كوم» الفيلم درجة 7/ 10.
تم عرض الفيلم لمدة أسبوع كامل بدور العرض السينما تحت عنوان «صاحب العزة كشكش بيه»، وتم إعادة عرض الفيلم مرة أخرى بعد إدخال شريط الصوت عليه عام 1934 تحت عنوان «حوادث كشكش بيه».

## أحداث الفيلم
كان كشكش بك يعيش في كفر البلاص، وهو عمدة الكفر والحاكم بأمره ودكتاتوراً له مطلق التصرف في الكفر. كان رجلا كل همه مغازلة النساء والتقرب إليهن، وكان هاوياً من هواة الخيل شغوفاً بتربيتها، وكان له جار ينافسه في نفس الهواية ويدعى قرشوللى (حسين رياض) وهو تركي الجنسية وله ابنة شابة جميلة تدعى جلنار (انصاف رشدى). وكان لكشكش بك صديق في القاهرة (مختار عثمان) أرسل له خطاب يخبره فيه أن لجنة حكومية يهمها ترقية نتاج الخيل سوف تزور كفر البلاص في منتصف شهر أغسطس لتمنح جائزة قدرها ألفي جنيه لمن تجد لديه أفخر الخيول وأحسنها. غير أن الخطاب وقع في يد الجار قرشوللى المنافس لكشكش بك، فعلم ما فيه وأخفاه عن كشكش بك، وعمل على إبعاده عن كفر البلاص قبل منتصف شهر أغسطس ميعاد حضور اللجنة. تصادف زيارة بعض السياح من النساء يزرن كفرالبلاص ومعهن ترجمان يدعى أبو الدبل (إستفان روستى) فاتفق معه قرشوللى على إبعاد كشكش بك عن كفر البلاص. فما كان من أبو الدبل إلا أن افهم النسوة السائحات أن ذلك الرجل المدعو كشكش بك من سلالة الفراعنة القدماء وأن شعيرات لحيته تحمل صنوفاً من البركات الإلهية التي لا تعد ولا تحصى، وصدقت السائحات هذا الهراء فارتمين في أحضانه يتقربون له ويغازلونه حتى وقع في غرامهن جميعا. انتهز أبو الدبل تلك الفرصة فأفهم كشكش بك أن لديه في القاهرة اصنافاً من السائحات لايفنى عددهن أشكالاً وألواناً، ولم يتوان كشكش بك في شد الرحال إلى القاهرة مع أبو الدبل، وبذلك نال المنافس قرشوللى غرضه من إبعاد جاره كشكش بك عن كفر البلاص أثناء وجود اللجنة. يعيش كشكش بك أياما سعيدة غارقاً في العسل مع السائحات الفاتنات والمفاجآت المضحكة والحوادث المثيرة والمغامرات التي يقوم بها مع السائحات، ثم يقابل صديقه الذي بعث إليه بالخطاب السابق ويسأله عن الدافع له على القدوم إلى القاهرة في الوقت الذي سافرت فيه اللجنة إلى كفر البلاص، ولم يكن كشكش بك قد عرف شيئا عن تلك اللجنة قبل ذلك. فما كاد يعرف الموضوع حتى عاد أدراجه إلى قريته حيث يصل في الوقت المناسب وتنال خيوله الجائزة. يرى كشكش بك، حسماً للنزاع بينه وبين جاره قرشوللى، أن يتنازل له عن نصف الجائزة وأن يزوج إبنه سمير (محمد عبد الله) من ابنة قرشوللى جلنار ليحل الصفاء بينهما محل الجفاء ويرفرف الوفاق في سماء كفر البلاص التي تعيش بعد ذلك هانئة في ظل عمدتها كشكش بك الذي لا يتوانى في خدمتها وإعلاء شأنها.

## طاقم التمثيل
- نجيب الريحاني: في دور كشكش بيه (عمدة كفر البلاص)[8]

- محمد كمال المصري (شرفنطح):

- إستفان روستي: في دور أبو الدبل (الترجمان)

- حسين رياض: في دور قرشوللى (جار كشكش بك)

- أنصاف رشدي: في دور جلنار (ابنة قرشوللي)

- مختار عثمان: في دور صديق كشكش بك من القاهرة

- محمد عبد الله: في دور سمير (ابن كشكش بك)

بالاشتراك مع: فيوليت صيداوي - جبران نعوم - عبد اللطيف جمجوم - سيد سليمان.

## شخصية كشكش بيه
كتب نجيب الريحاني في مجلة آخر ساعة في 13 ديسمبر 1944 (حسب صحيفة أخبار اليوم المصرية ومقالة عاطف النر في 3 فبراير 2021): "ذات ليلة تمثلت لي في المنام شخصية "كشكش بيه"، وسألت نفسى: لماذا لا أظهر شخصية العمدة الفالح الذي غادر الريف وحضر إلى المدينة وانغمس في ملاهيها وملذاتها إلى أن عرف أن حياة المدن لا تصلح له ولا يصلح لها؟، وكتبت اسكتش "كشكش بيه في مصر" من فصل واحد مليء بالرقص والطرب والدعابات، وقدمنا "الاسكتش" باللهجة "الفرانكو آراب" فنجح نجاحاً كبيراً، وطلب منى الخواجة يني (صاحب مقهى اعتاد الريحاني ورفاقه الجلوس فيها) أن أكتب غيره فكتبت ووصل مرتبى في هذه الفرقة من 40 قرشاً في اليوم إلى 14 جنيهاً يومياً. نجحت شخصية "كشكش بيه" وذقت من نجاحها الشهد، وارتفع دخلي مرة أخرى ووصل إلى 314 جنيهاً في الشهر، وأصبحت ثرياً ألعب بالألوف، وتدين لي الشهرة، وكان الخواجة يسألنى كل يوم وكل ساعة: "شبيك لبيك.. اطلب ما تريده تجده بين يديك"، فأطلب المال، والسعادة، فيصلني ما أريد وأكثر، لكن "النسوان" ورايا ورايا، وحواء التي طردت آدم من الجنة هي بعينها حواء التي طردتني من الكباريه وأعادتني إلى القهوة مرة أخرى، فقد ضبطني صاحب الكباريه في موقف عاطفي ملهلب مع المدام زوجته، وكان هذا زفت الختام. وبعد هذا، استأجرت مسرحاً خاصاً بي، قدمت لجمهوره النوع إللى صادف النجاح في الكباريه، وذات يوم حضر لمصر ممثل فرنسي مشهور ذهبت لمشاهدة مسرحيته، ومال على الجالس إلى جوارى يقول: أدى التمثيل اللى يعمر المخ.. مش تهجيص الأراجوز "كشكش".. يا شيخ بلاش مسخرة، ووافقته على ما يقول، وأنا أداري الكسوف والخجل، ومن ذلك اليوم حاولت أن أقدم للجمهور مسرحيات لها موضوع ومغزى وفيها عبر، ومنها رواية مثلها غيرى فاغتنى وأصبح من الأثرياء، وعندما مصرتها ومثلتها، هوت بى من السماء إلى سابع أرض، وأصررت على تقديم هذا النوع من المسرح، وأصر الجمهور على الامتناع عن مسرحى، فلازمني الفقر مرة أخرى وعدت إلى "قهوة ينى"، لكنى وجدت "ينى" آخر مكان الأول، ووجدت جرسوناً آخر قالي من اليوم الأول: "تشرب إيه"، فقلت له وأنا أنصرف: "ممنون". وبعدها عدت إلى "كشكش بك" مرة أخرى لأنه كان "وش السعد".
كتب مصطفى محرم في صحيفة الأهرام: «قام نجيب الريحانى بكتابة موضوع عن عمدة من الريف باع محصول القطن وجاء إلى القاهرة جيوبه مليئة بالمال فتلتف حوله مجموعة من الحسناوات يلتهمن تلك الثروة فيعود إلى قريته نادماً. ورسم الريحانى لنفسه شخصية العمدة وأسماه» كشكش بيه«كما أطلق على قريته كفر البلاص واستعان بفرقة الراقصات الموجودة بالملهى حيث جعلها تقدم بعض المشاهد كما ضمن المسرحية الكثير من الألحان الفرنسية والعربية وسمى المسرحية» تعاليلى يا بطة«وأطلق على هذا النوع اسم»الفرانكو آراب «وهو نوع لا وجود له في أي مسرح من مسارح العالم».

## استقبال الفيلم
كتب المؤرخ الفني وجيه ندى على موقع دنيا الوطن في 12 يونيو عام 2014: «في عام 1930 قدم نجيب الريحاني فيلمه الثانى» صاحب السعادة كشكش بيه«من إخراج استيفان روستى وتوليو كاينى وشاركه التمثيل فيوليت صيداوى ومحمد كمال المصرى واستيفان روسيتى وحسين رياض وجبران نعوم والفكاهى سيد سليمان ومختار عثمان وعبد اللطيف جمجوم وكانت العروض باسماء مختلفه ومنهم» صاحب العزة كشكش بيه«و» حوادث كشكش بيه«وذلك استثماراً لنجاح هذه الشخصية التي ابتكرها نجيب الريحانى والذي دخل هذا الفيلم تحت ضغط الأزمة المادية من دون سيناريو أو خطة عمل وكان يعتمد على الارتجال حيث كان الريحانى يؤلف (أولاً بأول) وعندما نطقت السينما أضاف الصوت وكان العرض 23 يناير 1934 باسم» حوادث كشكش بيه«... أن نجيب الريحانى لم يتحمس للسينما بالشكل الكافى... غضب الريحانى من السينما اذ قدم منذ موسم 1929 وحتى 1936 أفلاماً غير مرضية وإن كان الغضب قد خفتت حدته بعد ان قدم الافلام الستة الاخيره... بعد مشاهدته لبعض الأجزاء من فيلمه الأخير» غزل البنات«أدرك قيمة السينما وأهميتها وبدأ يخفف من حدة غضبه تجاه السينما ولو كان الله قد أمد في عمره أكثر لأكثر نجيب الريحانى من أعماله السينمائية ولكن القدر كان قد اتخذ قراره ليضمه إلى السماء بعيدا عن المؤامرات الأرضية بين كواليس المسرح أو خلف كاميرا السينما».
كتب خالد بطراوي في صحيفة القبس الكويتية: «جاء فيلم» صاحب السعادة كشكش بيه«في الثاني من شهر مايو عام 1931 بسينما كوزموغراف بالقاهرة، أول أفلام نجيب الريحاني، كوميديا راقية، لاقت نجاحاً كبيراً، بفضل أداء نجيب الريحاني التلقائي لشخصية» كشكش بيه«، عمدة» كفر البلاص«، الساذج، الذي تطارده فتيات الملاهي الليلية، ويسخرون منه، ليعود أخيراً إلى قريته غاضباً من شرور المدينة، ومقسماً على ألا تطأها قدماه بعد ذلك مرة ثانية. لقد جمع هذا الرائد في شخصيته العديد من الصفات ذات النسق العالي في الأداء على الشاشة، لا يقدر على أدائها بكل هذه المقدرة والكفاءة فنان آخر».

## وصلات خارجية
- مقالات تستعمل روابط فنية بلا صلة مع ويكي بيانات
- صاحب السعادة كشكش بيه (فيلم) على موقع السينما
- صاحب السعادة كشكش بيه (فيلم) على موقع دهليز
- صاحب السعادة كشكش بيه (فيلم) على موقع imdb
- صاحب السعادة كشكش بيه (فيلم) على موقع صوت الوطن
- صاحب السعادة كشكش بيه (فيلم) على موقع كاروهات